# Sympherta tenthredinarum
Sympherta tenthredinarum är en stekelart som beskrevs av Horstmann 1999. Sympherta tenthredinarum ingår i släktet Sympherta och familjen brokparasitsteklar. Arten är reproducerande i Sverige. Inga underarter finns listade i Catalogue of Life.